# جغرافیای وانواتو
وانواتو (قبلا به نام جزایر هیبرید نو) یک کشور و گروهی از جزایر در جنوب اقیانوس آرام است. این کشور از بیش از ۸۰ جزیره با ۲٬۵۲۸ کیلومتر (۱٬۵۷۱ مایل) خط ساحلی و مساحت کل خشکی ۱۲٬۱۸۹ کیلومتر مربع (۴٬۷۰۶ مایل مربع) تشکیل شده‌است. این کشور کوچک با وسعت ۱۲٬۱۸۹ کیلومتر مربع (۴٬۷۰۶ مایل مربع) آب و خاک، به دلیل پراکندگی جزایرش، سی و نهمین منطقه اقتصادی انحصاری بزرگ با ۶۶۳٬۲۵۱ کیلومتر مربع (۲۵۶٬۰۸۳ مایل مربع) را داراست.
مختصات جغرافیایی وانواتو ۱۶°۰۰′ جنوبی ۱۶۷°۰۰′ شرقی / ۱۶٫۰۰۰°جنوبی ۱۶۷٫۰۰۰°شرقی و بخشی از اقیانوسیه است. همسایگان نزدیک آن شامل جزایر سلیمان و کالدونیای جدید هستند و استرالیا نزدیکترین قاره است.

## سرزمین
وانواتو یک مجمع الجزایر کوهستانی با منشأ آتشفشانی با دشت‌های ساحلی باریک است.
مرتفع‌ترین کوه آن تابوه‌ماسانا با ۱٬۸۷۷ متر (۶٬۱۵۸ فوت) بلندی است. آب و هوای استوایی آن توسط بادهای بسامان جنوب شرقی تعدیل می‌شود و منابع طبیعی آن شامل جنگل‌های چوب سخت و ماهی است. تا سال ۲۰۱۱ میلادی، ۱٫۶۴ درصد از مساحت زمین آن قابل کشت بوده و ۱۰٫۲۵ درصد به محصولات زراعی و ۸۸٫۱۱ درصد دیگر به سایر کاربری‌ها اختصاص دارد.
بلایای طبیعی شامل طوفان یا گردباد از ژانویه تا آوریل و فعالیت‌های آتشفشانی است که گاهی باعث زلزله جزئی می‌شود. سونامی نیز برای جزیره گاه خطرآفرین است.
اکثریت جمعیت به آب آشامیدنی قابل اطمینان دسترسی ندارند. جنگل زدایی یکی دیگر از نگرانی‌های اصلی در این جزایر است.
وانواتو طرف تعدادی از موافقت نامه‌های بین‌المللی است، از جمله موافقت نامه‌های مربوط به منابع زنده قطب جنوب-دریایی، تنوع زیستی، تغییرات آب و هوایی، تغییرات آب و هوایی- پروتکل کیوتو، بیابان زایی، گونه‌های در معرض خطر، قانون دریا، تخلیه دریایی، حفاظت از لایه اوزون، آلودگی کشتی، و الوار گرمسیری ۹۴.

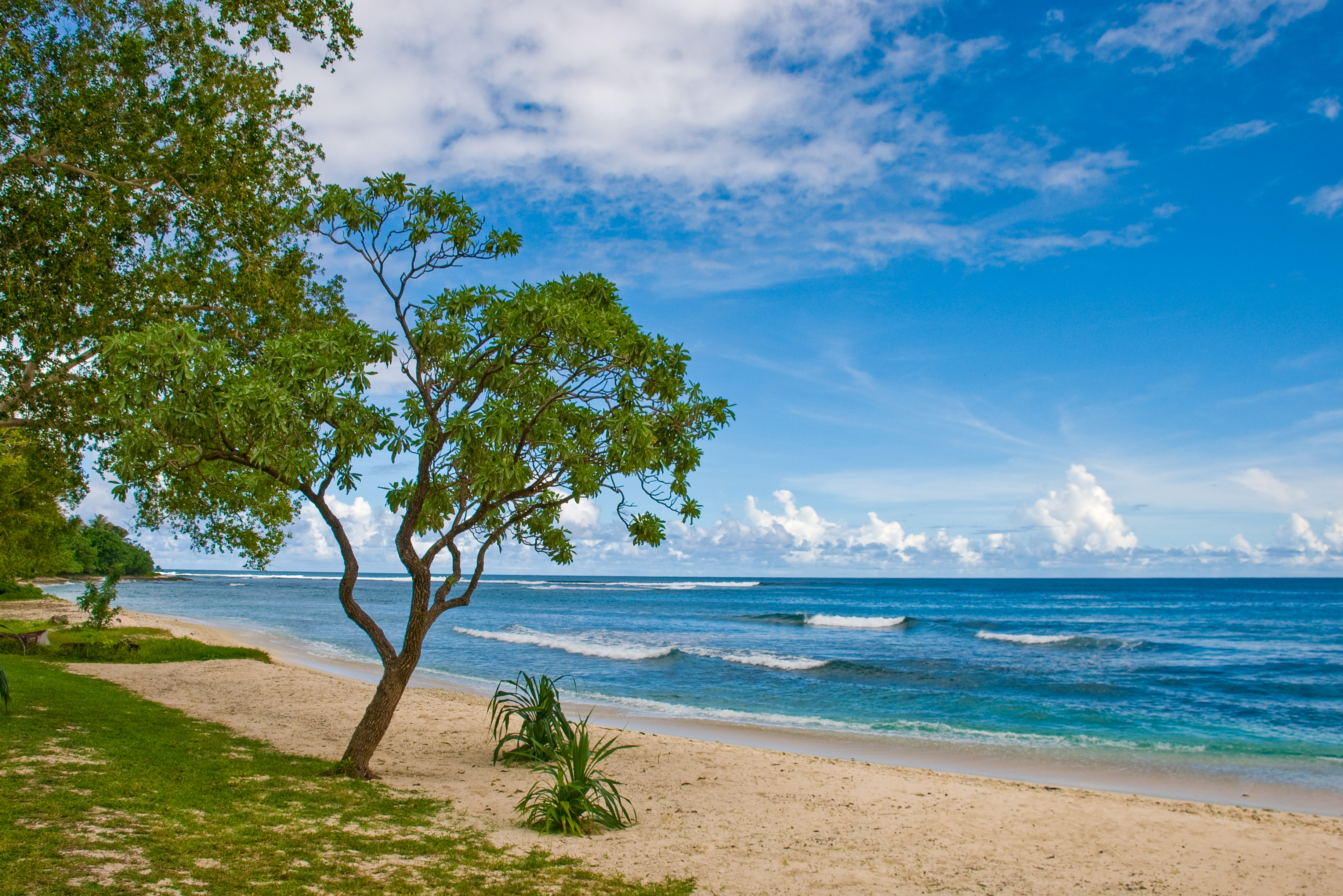
ساحلی در Efate
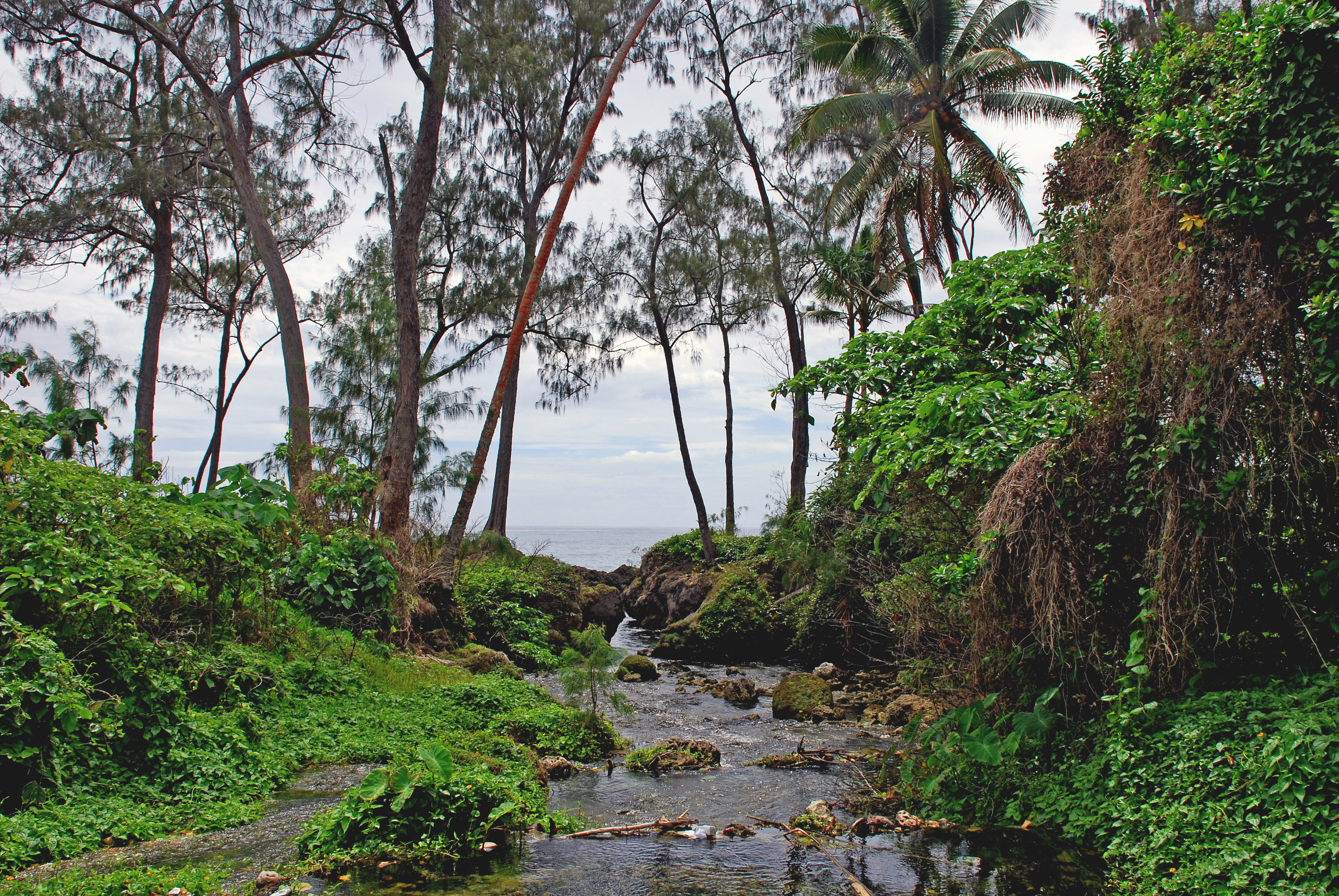
جریانی در Efate